# Gánh hàng rong

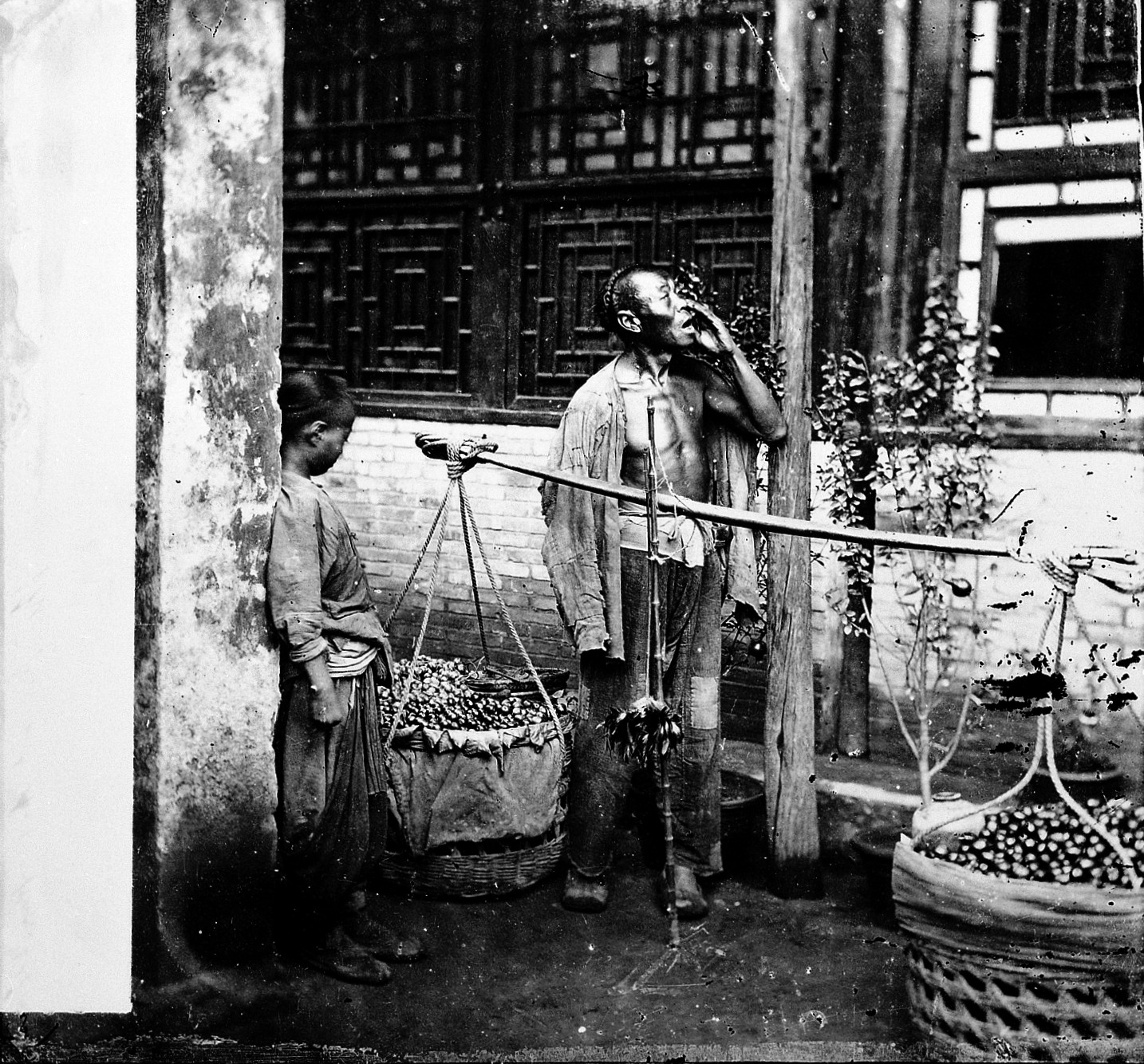
Người bán hoa quả ở Bắc Kinh, khoảng năm 1869

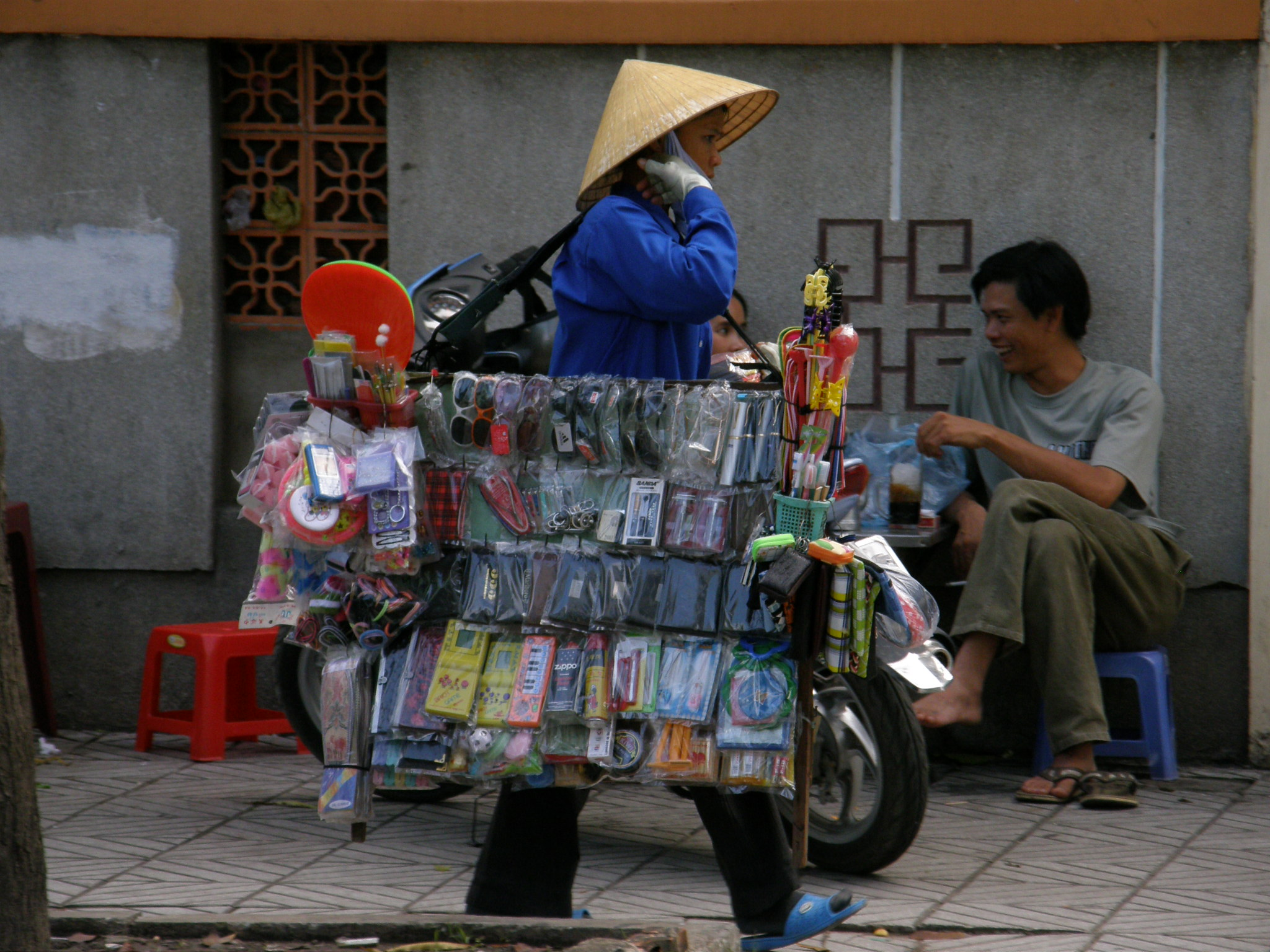
Gánh hàng rong ở Thành phố Hồ Chí Minh, Việt Nam

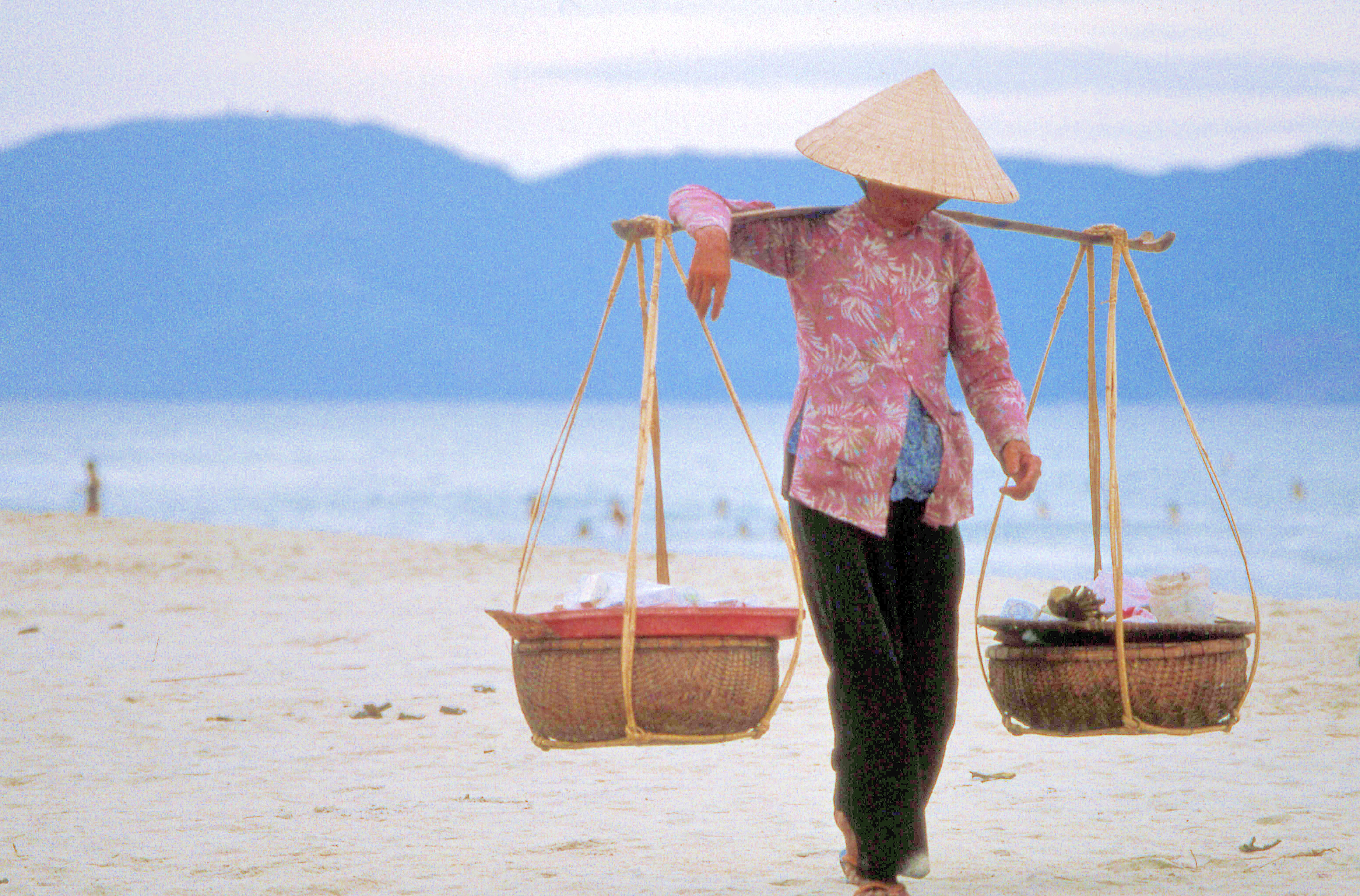
Một người bán hàng rong tại bãi biển Đà Nẵng

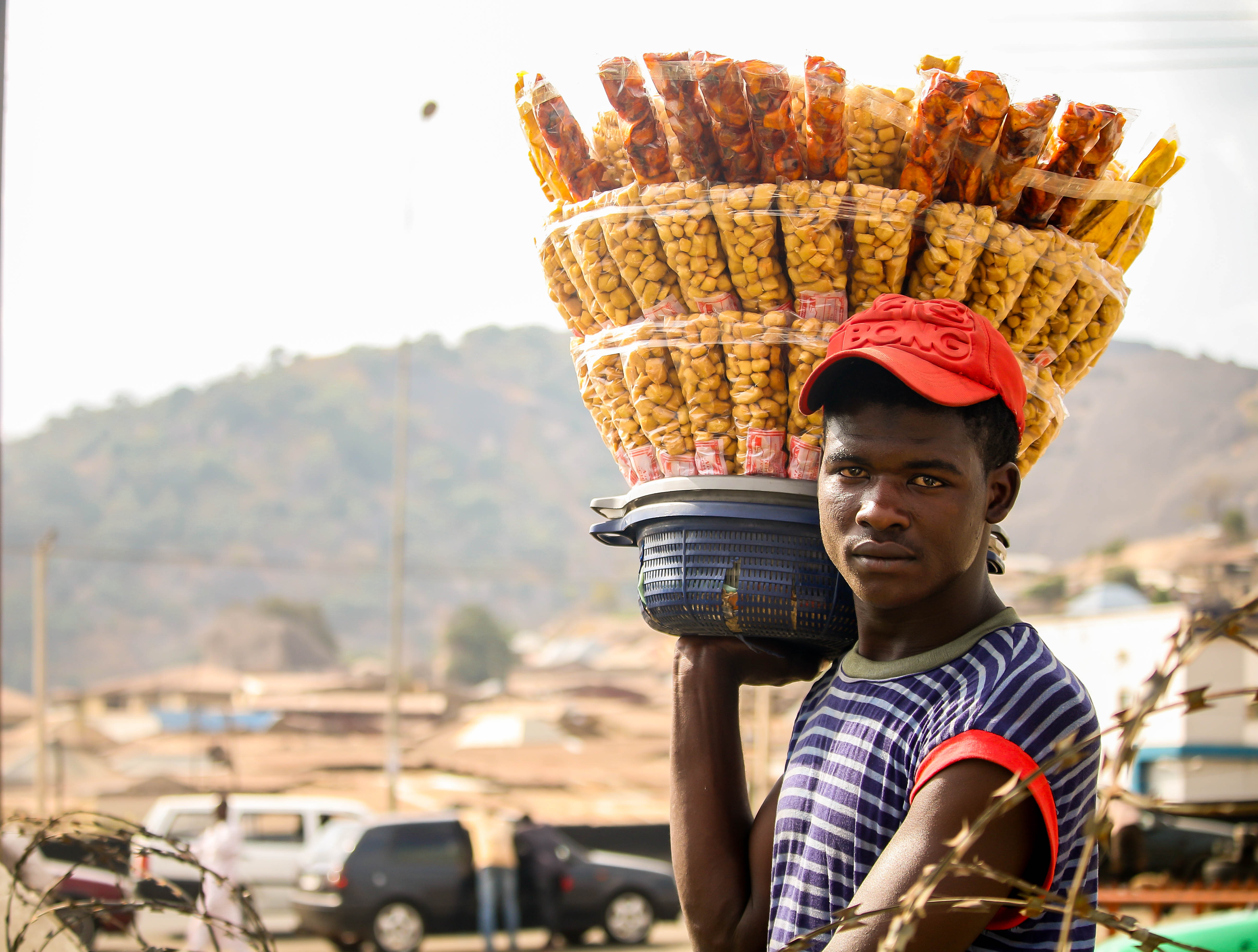
Một người bán hàng rong tại Nigeria.

Gánh hàng rong hay còn gọi là lái buôn, con buôn, người đi chào hàng là một người bán hàng gánh lưu động và không cố định một chỗ. Ở Anh, từ "peddler" dùng để chỉ những người lang thang đi bán rong từ nông thôn cho đến các thị trấn, làng quê nhỏ bé. Tại Luân Đôn, người ta dùng những từ chỉ cụ thể hơn là "costermonger" để chỉ người bán hàng rau quả. Ở Mỹ họ được gọi là "drummer".

## Từ nguyên và định nghĩa trong tiếng Anh
Gánh hàng rong, theo luật pháp của nước Anh, được định nghĩa là: "bất kỳ một người bán hàng rong, gánh hàng rong, tiểu thương, thợ hàn nồi, thợ đúc kim loại, thợ sửa ghế hay một người nào đó mà không có ngựa hay súc vật khác đi cùng hoặc kéo chở, đi bộ từ nơi này qua nơi khác để giao dịch buôn bán và đi từ thị trấn này tới thị trấn kia hoặc tới nhà người khác, mang theo để rao hàng hay bày bán bất kỳ đồ vật, sản phẩm hàng hóa nào một cách trực tiếp để được giao hàng và chở tới nơi, hoặc rao bán hay mời bán tay nghề thủ công."